# Charles-Antoine Coypel
Charles-Antoine Coypel (*11 de julho de 1694 – †15 de junho de 1752) foi um pintor francês, comentarista de arte e dramaturgo. 

## Vida
Ele viveu em Paris. Ele foi filho do pintor Antoine Coypel e neto do também pintor Noël Coypel, também foi sobrinho de Noël-Nicolas Coypel. Charles-Antoine herdou os direitos dos desenhos e pinturas como premier peintre du roi (primeiro pintor do rei) de seu pai quando ele morreu em 1722. Ele tornou-se premier peintre du roi e diretor da Académie Royale em 1747. Ele recebeu um número de encomendas de pinturas para o Palácio de Versalhes, e trabalhou para a Madame de Pompadour, amante do rei.

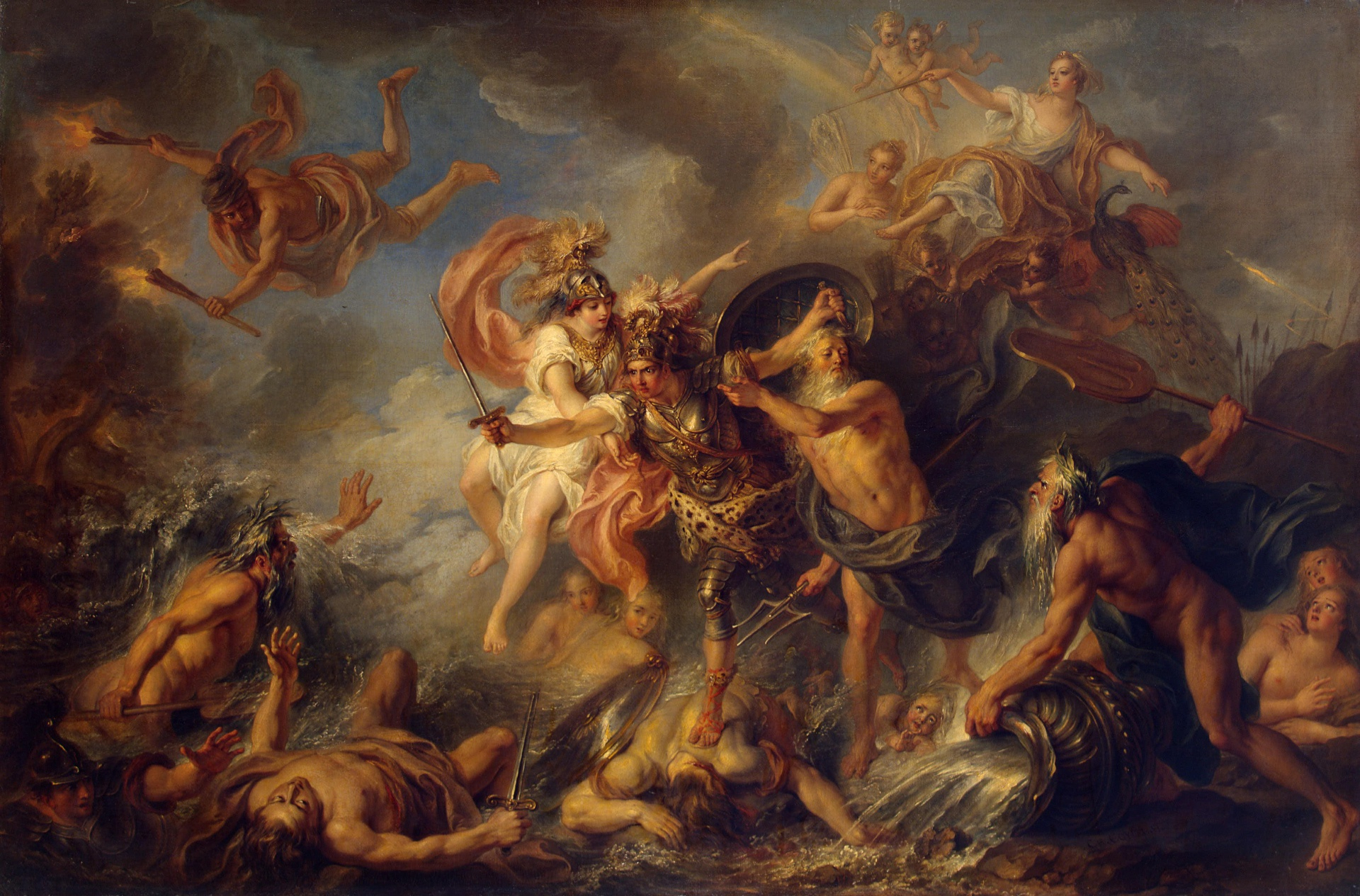
Fúria de Aquiles, 1737, Museu Hermitage, São Petersburgo

Coypel era um excelente designer de tapeçaria. Ele projetou tapeçarias para as Fábrica Gobelins. Suas tapeçarias de sucesso foram criadas a partir de uma série ilustrando Don Quixote. Coypel foi o primeiro a ilustrar Don Quixote de forma sofisticada. Estas ilustrações foram pintados como desenhos para tapeçarias, e foram gravadas e publicadas em um fólio de luxo em Paris, em 1724. Coypel criou vinte e oito pinturas pequenas para estas tapeçarias ao longo de vários anos. Cada uma das pinturas foi usado como a peça central de uma área maior, que foi ricamente decorada com aves, pequenos animais, e guirlandas de flores sobre um fundo estampado. Mais de duzentas peças da série D. Quixote foram tecidas entre 1714 e 1794. Ele recebeu um pedido para criar uma série de cenas teatrais para tapeçarias para a rainha da Polônia em 1747. Escreveu também em prosa, várias comédias, duas tragédias, e alguma poesia.